# Trafic d'êtres humains en Asie du Sud-Est
Le trafic d'êtres humains, aussi appelé traite des êtres humains en Asie du Sud-Est a longtemps été un problème pour la région et est toujours répandu aujourd'hui. Il a été observé qu'à mesure que les économies continuent de croître, la demande de main-d'œuvre est à un niveau record dans le secteur industriel et le secteur du tourisme sexuel. Un mélange d'individus pauvres et le désir de plus de richesse crée un environnement dont les trafiquants d'êtres humains peuvent profiter dans la région de l'Asie du Sud-Est. De nombreux pays de la région ont pris des mesures préventives pour mettre fin à la traite des êtres humains à l'intérieur de leurs frontières et punir les trafiquants qui y opèrent.

## Nature du problème

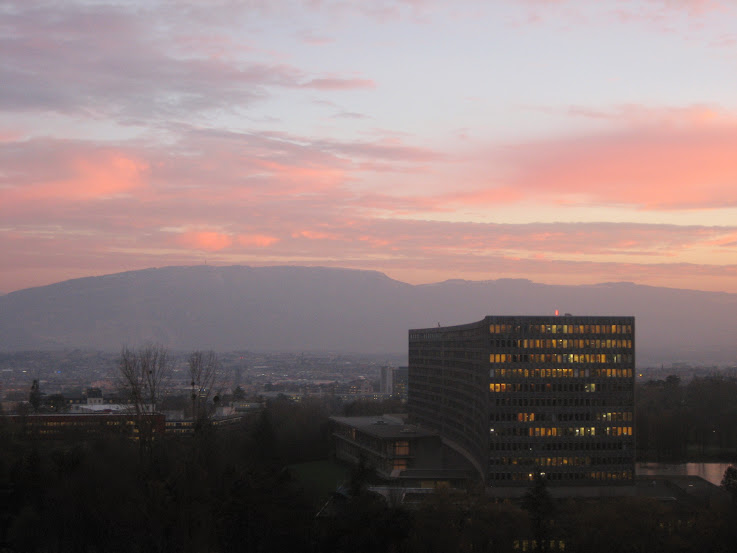
Nouveau siège de l'OIT à Genève, inauguré en 1975.

La traite des êtres humains est définie par l'Office des Nations unies contre les drogues et le crime (ONUDC) dans son protocole visant à prévenir, réprimer et punir la traite des personnes comme « le recrutement, le transport, le transfert, l'hébergement ou l'accueil de personnes, au moyen de la menace ou recours à la force ou à d'autres formes de coercition, d'enlèvement, de fraude, de tromperie, d'abus de pouvoir ou d'une position de vulnérabilité ou de l'offre ou de la réception de paiements ou d'avantages pour obtenir le consentement d'une personne ayant le contrôle sur une autre personne, à des fins d'exploitation ». Cette définition s'applique au prélèvement d'organes, à l'esclavage ou au travail forcé et à l'exploitation sexuelle. Selon l'Organisation internationale du travail (OIT), un rapport utilisant une méthodologie basée sur des enquêtes nationales a rapporté en 2012 que 20,9 millions de personnes étaient détenues contre leur gré dans diverses formes de travail forcé à travers le monde. La majorité de ces ouvriers étaient des femmes à 55 % et des hommes à 45 %. Selon Besler, les bénéfices annuels des industries spécialisées dans le travail forcé ont atteint en moyenne 44,3 milliards de dollars en 2005.
Au-delà de l'Asie du Sud-Est, la région Asie-Pacifique contient le plus grand nombre de travailleurs forcés au monde, et a un taux de prévalence de 3,3 pour 1000. En Asie du Sud-Est, la traite des êtres humains est largement considérée comme interrégionale, les travailleurs étant collectés dans les pays d'Asie du Sud-Est et travaillant finalement dans cette région. Des victimes d'Asie du Sud-Est ont également été retrouvées dans de nombreux autres pays du monde. En Asie du Sud-Est, la traite des êtres humains consiste en du travail sexuel forcé et du travail forcé qui, dans de nombreux pays d'Asie du Sud-Est, peut conduire à des formes mixtes de traite des êtres humains. En Thaïlande et en Malaisie, la traite prend principalement la forme d'exploitation sexuelle, tandis qu'en Indonésie, le travail forcé est plus répandu, mais les deux formes de travail sexuel et forcé peuvent être trouvées. On estime que 10 000 travailleurs sont trompés ou capturés afin de les contraindre au travail forcé chaque année dans la région.

## Causes
Les principales causes de la traite des êtres humains en Asie du Sud-Est sont des facteurs universels tels que la pauvreté et la mondialisation. Selon Betz, la pauvreté n'est pas la racine de la traite des êtres humains et il existe d'autres facteurs tels que le désir d'avoir accès à la mobilité ascendante et la connaissance de la richesse qui peut être tirée du travail dans les villes urbaines. Betz affirme que l'industrialisation de la région au milieu du XXe siècle a conduit à une division claire entre les économies en croissance et les économies stagnantes. Cette industrialisation d'économies en plein essor, comme celle de la Thaïlande et de Singapour, a attiré des migrants pauvres à la recherche d'une mobilité ascendante et des personnes souhaitant quitter des pays déchirés par la guerre. Ces migrants étaient une ressource inexploitée dans les économies en croissance qui avaient déjà épuisé la main-d'œuvre bon marché à l'intérieur de leurs frontières. Une offre élevée de travailleurs migrants à la recherche d'un emploi et une forte demande d'une économie à la recherche de main-d'œuvre bon marché créent une combinaison parfaite pour que les trafiquants d'êtres humains prospèrent. Après l'année 2000, le marché du travail forcé reste rentable ; les divisions de classe et les besoins des économies en main-d'œuvre non qualifiée maintiennent les trafiquants sur ce marché.
L'industrie du sexe est apparue en Asie du Sud-Est au milieu du XXe siècle comme un moyen pour les femmes de générer plus de revenus pour les migrantes en difficulté et les habitantes essayant de subvenir aux besoins de leur famille ou d'elles-mêmes. Nicola Piper affirme que la croissance de la traite dans toute la région peut être attribuée à la croissance du tourisme et des bases militaires qui parsemaient la région pendant les périodes de guerres majeures. Les industries du sexe s'adressaient d'abord au personnel militaire en congé des bases, mais à mesure que les installations militaires commençaient à reculer, la traite s'est tournée vers la croissance du tourisme. Avec peu d'intervention des gouvernements en raison des dommages potentiels au marché du tourisme, la croissance de l'industrie du sexe n'a pas été freinée.

## Pays d'origine

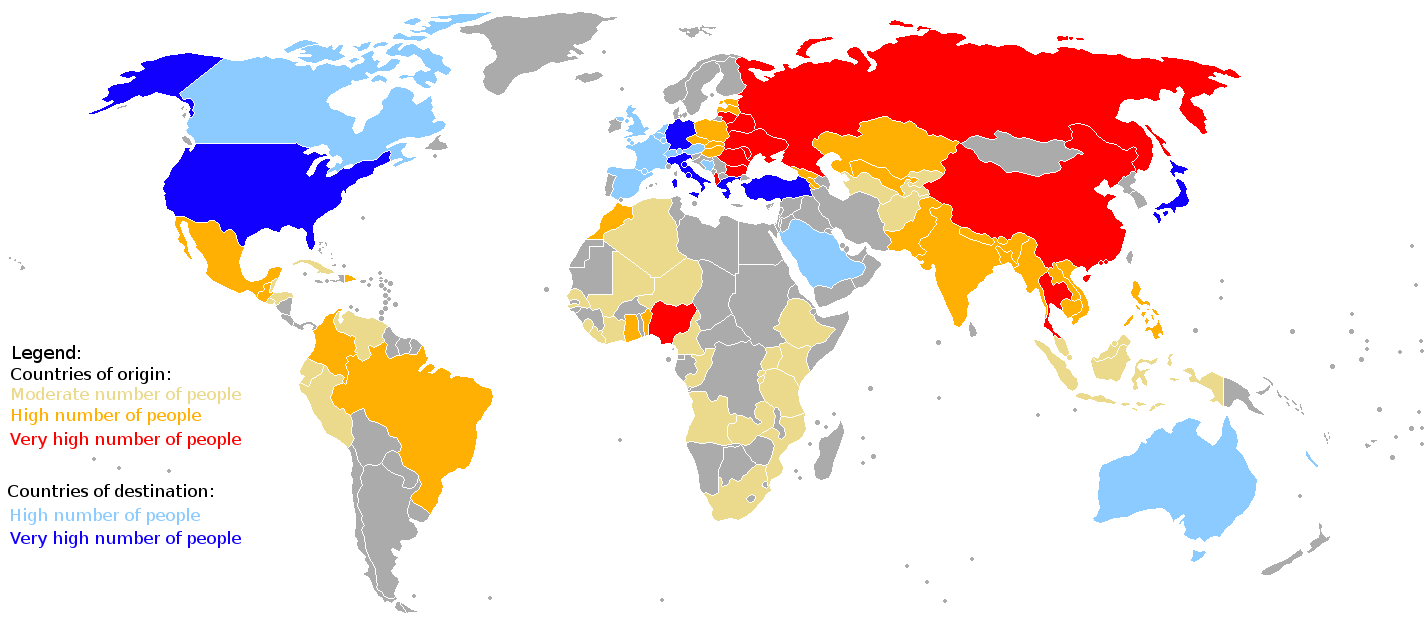
Trafic d'êtres humains des pays d'origines (en jaune: nombre limité et en rouge: nombre important) et de destinations (en bleu clair: nombre important et en bleu foncé: nombre très important)

Les Philippines sont un pays source et un pays de transit en matière de travail forcé et d'exploitation sexuelle. La Thaïlande est l'un des plus grands fournisseurs de travail forcé dans la région de l'Asie du Sud-Est et dans le monde. La plupart des travailleurs forcés viennent de pays voisins d'Asie du Sud-Est comme la Birmanie, la Malaisie, le Laos, le Vietnam et le Cambodge. Les migrants migrent volontairement vers la Thaïlande où ils peuvent se retrouver pris au piège du travail forcé ou la traite sexuelle.
Le Laos est désigné comme un pays source d'hommes, de femmes et d'enfants pour l'industrie de l'esclavage sexuel et l'industrie du travail forcé. De nombreux migrants laotiens se déplacent vers des pays comme la Thaïlande ou sont envoyés en Chine depuis un pays de transit. Les migrants laotiens sont principalement dirigés vers des secteurs à forte demande de main-d'œuvre peu rémunérés. 70% des migrants du Laos sont des femmes et beaucoup d'entre elles sont recherchées pour l'utilisation de la main-d'œuvre domestique. En Thaïlande, il n'y a pas de protection du travail pour les travailleurs domestiques, ce qui peut entraîner des risques pour les femmes laotiennes migrantes.
Le Cambodge est un pays d'origine pour les migrants en raison des niveaux élevés de chômage et de pauvreté. De nombreuses femmes cambodgiennes sont victimes de la traite dans les industries du sexe ou du travail, tandis que les hommes sont victimes de la traite dans les secteurs de la pêche, de l'agriculture et de la construction dans de nombreux pays de la région de l'Asie du Sud-Est.
L'histoire de la domination de la Birmanie sous un régime militaire est l'une des raisons pour lesquelles le pays est considéré comme un pays source. La mauvaise gestion de l'économie par le régime et les violations des droits de l'homme exposent les citoyens du pays au risque de traite des êtres humains. Des hommes, des femmes et des enfants sont soumis au travail forcé en Thaïlande, en Chine, au Pakistan, en Corée du Sud et à Macao. Des enfants sont trafiqués en Thaïlande pour être forcés à mendier, tandis que des jeunes filles sont trafiquées en Chine pour travailler dans l'industrie de l'esclavage sexuel.

## Pays de destination
Les Philippines sont un pays de destination en plus d'être un pays source. Les migrants de plusieurs pays à la recherche de travail sont attirés par l'économie prometteuse de la Thaïlande. L'économie thaïlandaise dépend également fortement des travailleurs migrants en raison du fait qu'elle est à forte demande de main-d'œuvre, les principaux secteurs étant la construction, la pêche et l'agriculture commerciale.
Le Cambodge est un pays de destination pour les femmes victimes de la traite dans l'industrie du commerce du sexe. Le Cambodge possède l'une des plus grandes sources de demande de prostitution enfantine et de tourisme sexuel de la région. Les femmes sont amenées des régions rurales du Cambodge et du Vietnam vers les grandes villes où elles sont vendues ou exploitées sexuellement.
Le Vietnam est un pays de destination pour les enfants soumis au travail sexuel forcé et au trafic de main-d'œuvre. Les enfants des zones rurales du pays sont amenés dans les grandes villes où, à cause des menaces et de la servitude pour dettes, ils sont contraints de se tourner vers le commerce du sexe, l'industrie de la mendicité et les secteurs industriels. Le Vietnam étant une destination pour le tourisme sexuel impliquant des enfants, la forte demande incite les trafiquants à recruter des enfants dans le commerce.

## Victimes

Situation législative pour la prévention contre le trafic de femmes dans le monde.
Gris - pas de données
Vert - Trafic illégal et rare
Jaune - Trafic illégal mais des problèmes existent encore
Violet - Trafic illégal mais pratiqué
Bleu - Trafic illégal de façon limité et pratiqué
Rouge - Trafic non illégal et pratiqué.

La plupart des victimes qui travaillent actuellement dans des conditions de travail forcé le font soit parce qu'elles ont été induites en erreur sur les opportunités d'emploi, soit parce qu'elles ont été réduites en esclavage ou contraintes. Selon une note d'orientation sur la traite des êtres humains en Asie du Sud-Est, bien que les victimes comprennent des filles, des femmes, des garçons et des hommes, la majorité sont des femmes. Les femmes ont tendance à être plus ciblées par les trafiquants en raison du fait qu'elles recherchent des opportunités dans une région du monde où les opportunités économiques sont limitées pour elles. Les femmes non qualifiées et peu éduquées sont souvent entraînées dans la traite des êtres humains. Selon le rapport de l'ONUDC, les chiffres pour les femmes et les hommes dans le travail forcé peuvent être faussés en raison du fait que seuls quelques pays ont publié les chiffres pour les hommes adultes. Le marché du travail forcé dans cette région est également dominé par les hommes adultes et les femmes, tandis que le commerce des enfants est considéré comme faible par rapport au total. La plupart de ces travailleurs sont sans papiers et de pays d'origine différents de celui dans lequel ils travaillent. Des pays comme la Thaïlande et le Laos attirent des migrants d'origines culturelles et linguistiques similaires. Les migrants de la majorité ethnique du Laos sont attirés par les similitudes entre les deux pays et migrent vers la Thaïlande où ils peuvent s'assimiler facilement. La combinaison de travailleurs sans papiers et de cultures similaires peut poser des problèmes aux autorités pour documenter et estimer correctement le nombre de personnes victimes de la traite sans les confondre avec les immigrants illégaux et les locaux.

## Trafiquants
Trois pays ont fourni des données montrant qu'en Asie du Sud-Est, plus de femmes que d'hommes sont poursuivies pour des délits de traite des êtres humains. Les données montrent également que les taux de participation des femmes à la traite des personnes tendent à être égaux ou supérieurs à ceux des hommes. Les trafiquants en Asie du Sud-Est sont des deux sexes, mais dans cette région, les proportions de femmes sont plus élevées que celles observées aux Amériques ou en Afrique. Le Japon a indiqué que les trafiquants de nationalités étrangères ont augmenté au cours des dernières années. De 2006 à 2009, 7 % des personnes condamnées étaient des ressortissants étrangers alors qu'en 2009, ce nombre était passé à 23 %.

## Politiques de prévention
L'Organisation des Nations unies (ONU) a publié des lignes directrices sur la manière de prévenir la traite des êtres humains à l'échelle internationale. Selon les lignes directrices, les nations devraient identifier la demande comme une cause majeure d'existence de la traite. Il est également recommandé d'examiner la pauvreté, l'inégalité et la discrimination car ces facteurs, selon leur prévalence, peuvent conduire à la traite. Selon un rapport sur la prévention de la traite des êtres humains, il est recommandé qu'il incombe aux gouvernements d'améliorer les options qui s'offrent à leurs citoyens et aux migrants par le biais de divers programmes qui conduiront à une vie globalement améliorée, avec un accent mis sur l'information relative aux diverses opportunités et aux nombreux dangers de la migration réalisé par le biais de trafiquants d'êtres humains. Les gouvernements peuvent également aider en renforçant l'application de la loi contre les trafiquants afin de respecter les obligations légales et en fournissant une pièce d'identité appropriée à tous les citoyens.
Le Protocole additionnel à la Convention des Nations Unies contre la criminalité transnationale organisée visant à prévenir, réprimer et punir la traite des personnes, en particulier des femmes et des enfants (parfois appelé Protocole sur la traite) a été créé par l'ONU afin d'aider les pays confrontés à des problèmes de traite des êtres humains. Ses principaux objectifs sont de créer une ligne directrice pour initier des mesures de prévention et de lutte contre la traite des êtres humains à l'intérieur des frontières des pays. Le protocole est également utilisé pour l'assistance et la protection des victimes associées à la traite des êtres humains, tout en créant une coopération entre les parties de l'État. Toutes les nations d'Asie du Sud-Est ont signé et ratifié ce protocole. Le pays le plus récent à avoir ratifié le protocole est la Thaïlande, en 2013.
La Convention internationale des Nations unies sur la protection des droits de tous les travailleurs migrants et des membres de leur famille est un accord qui vise à établir des liens entre les droits de l'homme et les travailleurs migrants ainsi que leurs familles. L'accord souligne l'importance du travail des migrants et la reconnaissance qui devrait être accordée au travailleur migrant, affirmant également que le travailleur migrant est soumis à l'égalité et à la protection. Cet accord doit encore être signé par de nombreux pays d'Asie du Sud-Est, mais il y en a quelques-uns qui ont signé et ratifié l'accord comme l'Indonésie et les Philippines, mais le Cambodge ne l'a pas encore ratifié.
La loi sur la lutte contre la traite des personnes se décline au travers des lois nationales adoptées par de nombreux pays d'Asie du Sud-Est pour empêcher les trafiquants d'utiliser l'enlèvement, la fraude, la tromperie, l'abus de pouvoir, le transport et l'hébergement de personnes par la force ou la menace, la vente, le prêt et l'embauche d'une personne avec ou sans son consentement. Des pays comme la Thaïlande, le Myanmar, la Malaisie, les Philippines, le Cambodge et l'Indonésie ont tous leurs propres lois contre la traite des personnes qui sont utilisées pour prévenir la traite des êtres humains et poursuivre ceux qui violent cette loi.